# Spinotarsus kranskopensis
Spinotarsus kranskopensis är en mångfotingart som beskrevs av Kraus 1960. Spinotarsus kranskopensis ingår i släktet Spinotarsus och familjen Odontopygidae. Inga underarter finns listade i Catalogue of Life.